# カッロ
カッロ（伊: Carro）は、イタリア共和国リグーリア州ラ・スペツィア県にある、人口約540人の基礎自治体（コムーネ）。

## 地理

### 位置・広がり
ラ・スペツィア県北部に所在する。

#### 隣接コムーネ
隣接するコムーネは以下の通り。
- カッローダノ
- カスティリオーネ・キアヴァレーゼ (GE)
- デイヴァ・マリーナ
- マイッサーナ
- セスタ・ゴーダノ
- ヴァレーゼ・リーグレ

### 地震分類
イタリアの地震リスク階級 (it) では、3 に分類される
。

## 行政

### 分離集落
カッロには、以下の分離集落（フラツィオーネ）がある。
- Castello, Ponte Santa Margherita, Ziona